# Vladimir Bazala

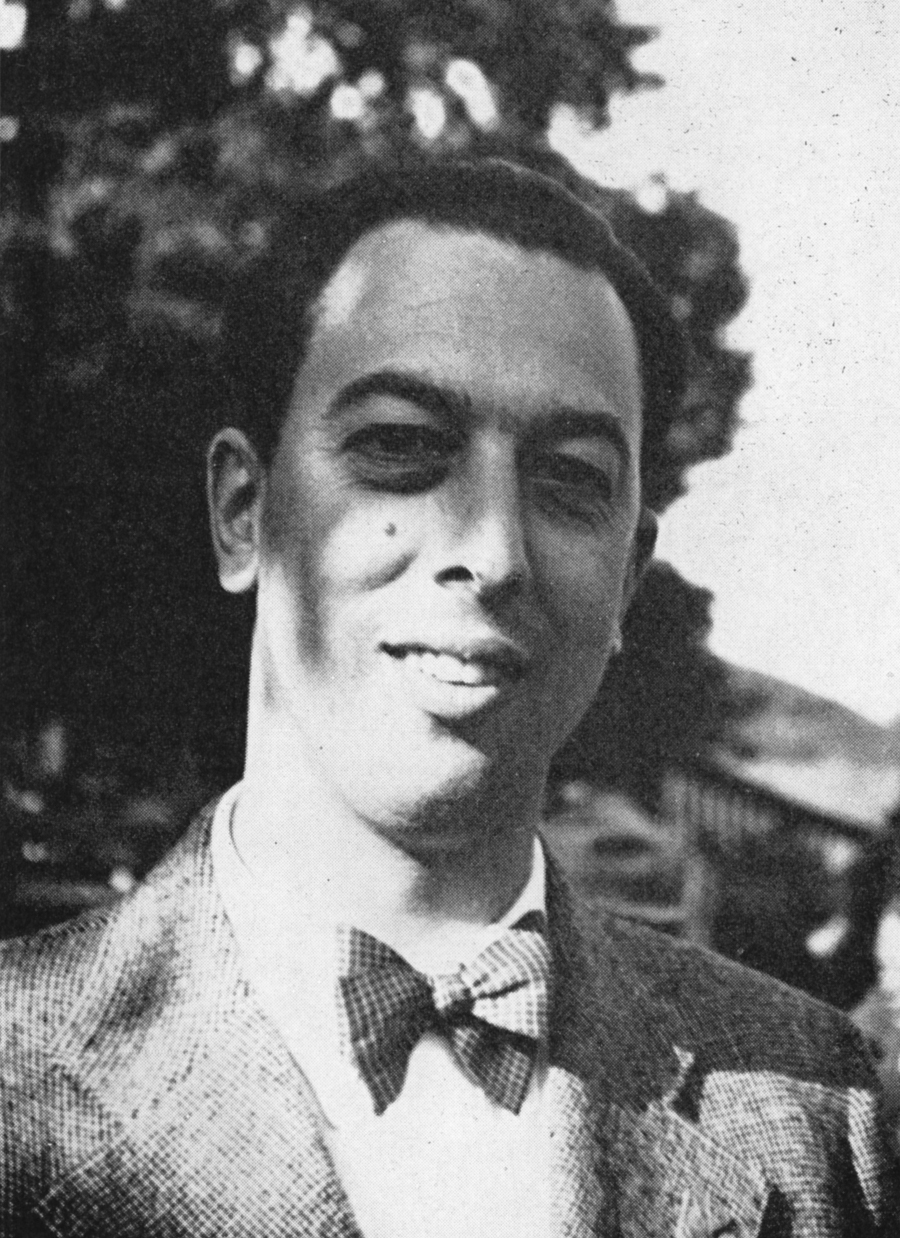
Vladimir Bazala, 1938

Vladimir Bazala (* 15. April 1901 in Zagreb; † 17. Juli 1987 ebenda) war ein jugoslawischer Mediziner und Medizinhistoriker.
Bazala wurde promoviert und Generalsekretär des 11. International Congress of the History of Medicine, der 1938 in Jugoslawien unter der Leitung von Lujo Thaller stattfand.
Ab 1943 war er zunächst Privatdozent, dann außerordentlicher Professor für Gynäkologie an der Universität Zagreb. Von 1945 bis 1949 leitete er die Station für Gynäkologie und Geburtshilfe eines Krankenhauses in Sarajevo, 1949 bis 1953 hatte er eine entsprechende Funktion in Dubrovnik. Von 1954 bis zu seiner Pensionierung 1960 leitete er die gynäkologische Ambulanz des Zagreber Gesundheitszentrums Dom narodnog zdravlja Maksimir.
In den frühen 1940er Jahren beschäftigte er sich mit Paracelsus. 1941 veröffentlichte er Deutschland von heute: Ein vom Zeitgeschehen überholter Reisebericht. In den 1960er Jahren befasste er sich mit der Krankheit und Philosophie Friedrich Nietzsches. Seine meistverbreitete Schrift ist wahrscheinlich das 1978 herausgegebene Pregled hrvatske znanstvene baštine („Überblick über das kroatische wissenschaftliche Erbe“).